# Les Sept Laux

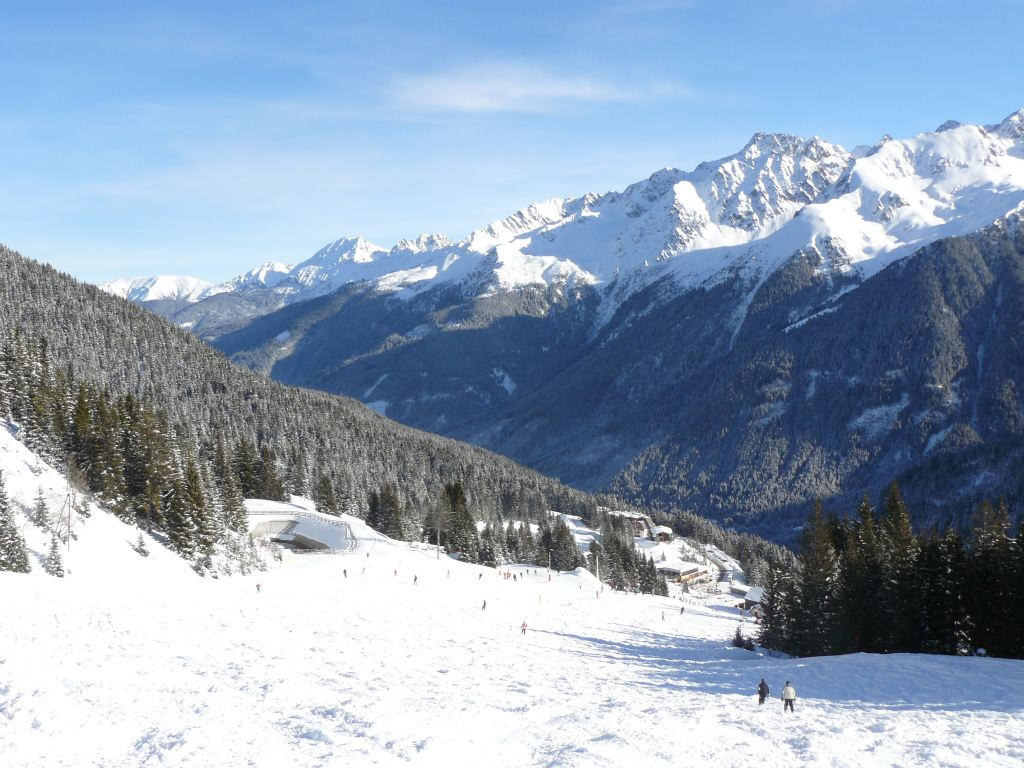
Les sept Laux

Les Sept Laux es una estación de esquí cerca de Grenoble, la capital de Isère y que consta de tres pueblos llamados Prapoutel, Pipay y Pleynet. Los tres están a 1000 metros de altitud aproximadamente, pero la pista de esquí más alta está a más de 2000 metros de altitud. La más grande de entre las ciudades es Prapoutel, siguiéndole por Pleynet y Pipay. 
Sin duda, la pista de esquí más larga se llama Chanterelle, y es una pista verde.
Se sitúa en el corazón del "Dauphiné", y es la tercera estación de esquí de su departamento.